# Distrito de Shimla
Shimla (en hindi; शिमला जिला) es un distrito de la India en el estado de Himachal Pradesh. Código ISO: IN.HP.SH.
Comprende una superficie de 5 131 km².
El centro administrativo es la ciudad de Shimla.

## Demografía
Según censo 2011 contaba con una población total de 813 384 habitantes, de los cuales 388 898 eran mujeres y 424 486 varones.